# Cantó d'Auxi-le-Château
El cantó d'Auxi-le-Château és un cantó francès del departament del Pas de Calais, situat al districte d'Arràs. Té 26 municipis i el cap és Auxi-le-Château.

## Municipis
- Aubrometz
- Auxi-le-Château
- Beauvoir-Wavans
- Boffles
- Bonnières
- Boubers-sur-Canche
- Bouret-sur-Canche
- Buire-au-Bois
- Canteleux
- Conchy-sur-Canche
- Fontaine-l'Étalon
- Fortel-en-Artois
- Frévent
- Gennes-Ivergny
- Haravesnes
- Ligny-sur-Canche
- Monchel-sur-Canche
- Nœux-lès-Auxi
- Le Ponchel
- Quœux-Haut-Maînil
- Rougefay
- Tollent
- Vacquerie-le-Boucq
- Vaulx
- Villers-l'Hôpital
- Willencourt

## Història
| Data d'elecció                           | Identitat        | Partit                     | Qualitat |
| ---------------------------------------- | ---------------- | -------------------------- | -------- |
| 1945-1950                                | César Bernard    | SFIO                       |          |
| 1950-1976                                | Etienne Devulder | CNIP                       |          |
| 1976-2008                                | Roger Pruvost    | Divers droite, després UDF |          |
| 2008-                                    | Henri Dejonghe   | PS                         |          |
| les dades anteriors no són pas conegudes |                  |                            |          |
|                                          |                  |                            |          |

## Demografia
| A partir de 1990: Població sense dobles comptes |